# Iwanuma, Miyagi
Iwanuma (岩沼市 Iwanuma-shi) là thành phố thuộc tỉnh Miyagi, Nhật Bản. Tính đến ngày 1 tháng 10 năm 2020, dân số ước tính thành phố là 44.068 người và mật độ dân số là 1.100 người/km2. Tổng diện tích thành phố là 60,45 km2.

## Địa lý

### Đô thị lân cận
- Miyagi
- Natori
- Shibata
- Murata
- Watari